# 尼亞斯島

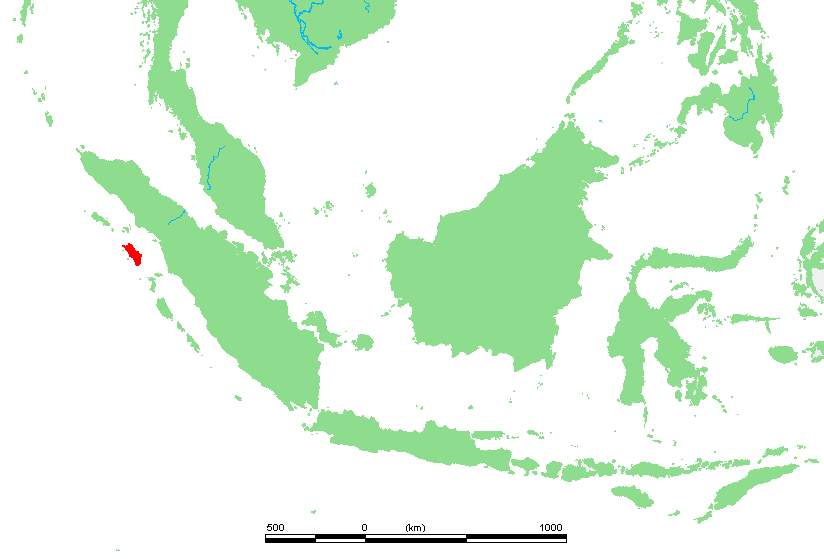
尼亞斯島位置

尼亞斯島是印度尼西亞的島嶼，位於蘇門答臘以西，是北蘇門答臘省最大的外島，座標1°6′N 97°32′E / 1.100°N 97.533°E，面積4,771平方公里，其中大部分是約海拔800米的低地，是蜚聲國際的衝浪勝地。古代曾经是东西方交通路线所经之地，中国古籍《海录》称其为“尼是国”，有专条记述。島上有列為世界遺產預備名單的巴沃馬達盧沃。2004年印度洋大地震中，高達10米的海嘯造成122人死亡。

## 外部連結
- Nias Island Website （页面存档备份，存于）
- Nias Online （页面存档备份，存于）
- Nias Bangkit
- Nias Barat （页面存档备份，存于）
- Nias News
- Nias Muslim Care Foundation